# Роґув (Шидловецький повіт)
Роґув (пол. Rogów) — село в Польщі, у гміні Мірув Шидловецького повіту Мазовецького воєводства.
Населення — 814 осіб (2011).
У 1975-1998 роках село належало до Радомського воєводства.

## Демографія
Демографічна структура станом на 31 березня 2011 року:
|          | Загалом | Допрацездатний вік | Працездатний вік | Постпрацездатний вік |
| -------- | ------- | ------------------ | ---------------- | -------------------- |
| Чоловіки | 423     | 120                | 269              | 34                   |
| Жінки    | 391     | 88                 | 213              | 90                   |
| Разом    | 814     | 208                | 482              | 124                  |